# Phostria caniusalis
Phostria caniusalis là một loài bướm đêm trong họ Crambidae.